# Линдси, Дэвид, 12-й граф Кроуфорд
Дэвид Линдси (англ. David Lindsay; 1577 — июнь 1620 или февраль 1621, Эдинбургский замок, Королевство Шотландия) — шотландский аристократ, 12-й граф Кроуфорд и 20-й барон Кроуфорд с 1607 года.

## Биография
Дэвид Линдси принадлежал к знатному англо-шотландскому роду, известному с XI века и владевшему баронией Кроуфорд на юге Ланаркшира. Он родился в 1577 году в семье Дэвида Линдси, 11-го графа Кроуфорда, и его жены Лилии Драммонд. В 1607 году, после смерти отца, унаследовал семейные владения и титулы.
Источники сообщают, что в личности 12-го графа наиболее сильно проявились семейные черты — расточительность и неуважение к закону. 25 октября 1605 года Дэвид Линдси (тогда ещё мастер Кроуфорд) убил своего родственника, сэра Уолтера Линдси из Балгави. Он избежал ареста — по-видимому, из-за нерадивости Тайного совета, который получил за это выговор от короля. Родственники убитого 5 июля 1607 года напали на Дэвида, причём тот был ранен, а его спутник Уолтер Линдси, 1-й лорд Спэйни, погиб. 10 мая 1608 года граф предстал перед Тайным советом и принес присягу на верность. Впоследствии он много раз подвергался судебному преследованию за разного рода беззакония, и в конце концов родственники добились для него заключения в Эдинбургском замке. Там граф и умер, по разным данным, в июне 1620 года или в феврале 1621 года.
Линдси был женат на Джейн Керр, дочери Марка Керра, 1-го графа Лотиана, и Маргарет Максвелл. В этом браке родилась дочь Джин, которая сбежала из дома со слугой. Семейные владения и титулы после смерти 12-го графа перешли к его дяде, сэру Генри Линдси из Кинфаунса.